# Спящая красавица (фильм, 1930)
«Спящая красавица» — советский чёрно-белый немой фильм режиссёров братьев Васильевых, снятый в 1930 году. Вышел на экраны 21 октября 1930 года.
Фильм сохранился частично.

## Сюжет
В канун Великой Октябрьской революции в театре идёт спектакль «Спящая красавица». Пробравшиеся в ложу большевики Ребров и Георгий разбрасывают в театре листовки. Костюмерша Вера и уборщица помогают им. Революционерам удаётся скрыться от полиции.
Время гражданской войны. В том же театре проходит губернский съезд Советов под председательством Реброва. Приходит весть, что белогвардейцы прорвали оборону. Участники заседания прямо из театра уходят воевать.
По случаю взятия города белогвардейцами в театре дают оперу. Тут же в театре «белые» чинят суд и расправу над большевиками. Схваченный белыми Георгий в это время ожидает казни. Внезапно театр захватывает партизанский отряд «зелёных». Освобождённый Георгий призывает партизан перейти на сторону «красных». Его убивает бандит. На сцене появляется Вера. Она берёт из рук Георгия листовки. В результате её агитации партизаны переходят на сторону красных и отправляются на фронт под предводительством Реброва.
Через много лет в том же театре проходит съезд Советов. После заседания на сцене театра показывают «Спящую красавицу». Молодёжь встречает спектакль протестом. Она требует нового искусства, достойного революции.

## В ролях

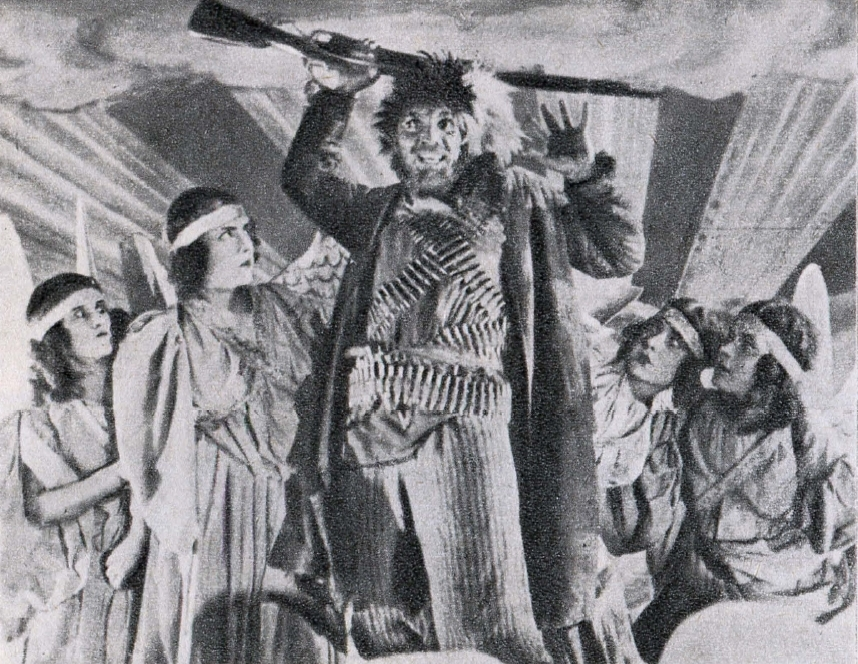
Н. Симонов в фильме «Спящая красавица» (1930)

- Касим Мухутдинов — Ребров, рабочий
- Варвара Мясникова — Вера
- Николай Симонов — вожак «зелёных»
- Яков Гудкин — «зелёновец»
- К. Игнатов— губернатор, затем белогвардейский генерал
- П. Викторов — Померанцев, ротмистр
- Елена Дейнеко — Татьяна, певица
- Пётр Пирогов — крестьянин
- Эмиль Галь — сыщик
- Арнольд Арнольд — дирижёр
- Алексей Алексеев — Георгий

## Съёмочная группа
- Сценаристы — Григорий Александров и братья Васильевы
- Режиссёры — братья Васильевы
- Оператор — Евгений Шнейдер
- Художник — Исаак Махлис

## Критика
Историк кино Николай Лебедев так оценивал фильм: «Композиционно „Спящая красавица“ строилась как „монтаж аттракционов“ и снималась приёмами живописно-типажного кинематографа. Картина получилась надуманной и холодной». При этом «ощущалась богатая режиссёрская выдумка, чувство ритма, превосходное владение искусством монтажа».
Он также утверждал в «Очерках советского кино», что режиссёры Васильевы «убедились, что на путях „монтажа аттракционов“ и живописно-монтажных конструкций не может быть искусства, нужного народу».
Кинокритик Дмитрий Писаревский подробно рассмотрел фильм в книге «Братья Васильевы».
Д. Писаревский критиковал сценарий фильма, в котором авторы «были настроены против старого театра и искусства балета», а враги большевиков были представлены как «типичные злодеи». Вместе с тем «сценарий содержал множество сюжетных и чисто зрелищных эффектов, дававших простор для режиссёрской фантазии». Стилистика фильма была определена тем, что режиссёрам Васильевым «хотелось и померяться силами с острым динамизмом фильмов Кулешова и „фэксов“, и применить теорию „монтажа аттракционов“ Эйзенштейна, и блеснуть виртуозным монтажом».
При этом «режиссёры щегольнули многими постановочно эффектными, „аттракционными“ решениями». Он писал: «Актёрам в этом фильме было трудно проявить себя. Роли были типажны — социальные маски…». Д. Писаревский также отмечал, что режиссёры «уже в следующей работе, пересмотрев свои взгляды на поэтику монтажно-типажного кинематографа, пошли по другому пути».